# Југословенска војска ван отаџбине
Југословенска војска ван отаџбине (ЈВвО) је назив за припаднике Југословенске војске који су успели да избегну заробљавање у Априлском рату. Овај део Југословенске војске бројао је око 980 – 1158 људи, углавном припадника морнарице и ваздухопловства, који су били стационирани у Египту и на Блиском истоку. Једино је ова војска била под директном командом Југословенске владе у егзилу.

## Други светски рат

### Оснивање
Група високих официра на челу са председником владе армијским генералом Душаном Симовићем, министром војске и морнарице Богољубом Илићем и командантом ваздухопловства бригадним генералом Боривојем Мирковићем, заједно са члановима владе и краљем су напустили Краљевину Југославију, 15. априла 1941. године из Никшића, преко Грчке, за Палестину и Египат. Разбијање и слом Југословенске војске априла 1941, дезорганизација и расуло приморали су ваздухопловце да се у тешким приликама сами сналазе. Неколико авиона је прелетело на територију Совјетског Савеза. Један број ваздухопловаца је копном одступио из Македоније за Грчку и даље бродовима за Средњи исток. Хидроавијатичари су са осам авиона 17. априла из Боке Которске прелетели за Грчку. Они су преко Крфа, Атине и Крита долетели у Александрију, 23. априла 1941. године. Самоиницијативно из Македоније су одступали појединци и мање групе копнене војске. Окупљање је одржано на територијама Египта и Јордана. Од тог дана евакуисана војска која је избегла заробљавање приликом капитулације добила је назив Југословенска војска ван отаџбине.
Дана 21. јула 1941. године, генерал Илић је у Каиру поднео извештај председнику владе генералу Симовићу бројно стање припадника ЈВвО. Број евакуисаних припадника по родовима војска сачињавао је из армије: 38 официра, 16 подофицира, 26 каплара и редова а из морнарице: 15 официра, 1 машински официр, 1 инжињерско грађевински официр, 1 санитетски официр, 67 подофицира, 9 каплара и редова. Припадника авијације било је највише и то: 103 официра, 100 подофицира, 37 каплара и редова.

### Развој
У току 1941. године требало је да се од пребеглих авијатичара формира уз помоћ Енглеза југословенска ваздушна ескадрила, састава 3 ескадриле (ловачка, бомбардерска и хидроескадрила). Само су формиране хидро и ловачке а бомбардерска није. Ловачка ескадрила је на захтев Енглеза расформирана после 15-так дана. Доцније је формирана команда ваздухопловства. Од авијатичара, пребеглих априла 1941. из Боке Которске, формирана је у Абу Кабиру хидроескадрила. Она је ушла у састав британског ескадрона, који је бранио шири рејон Александрије, спасавао пале и залутале посаде и откривао непријатељске пловне објекте. Од наоружања је имала хидроавионе којима је прелетала из Југославије у Африку. До априла 1942. ескадрила је извршавала борбене задатке.
Крајем априла 1942. хидроескадрила је престала са борбеним дејствима због дотрајалости хидроавиона са којима су долетели из Југославије, а нове им савезници нису доделили. Врховна команда краљевске војске имала је гардијски батаљон, састављен од заробљеника из Истре и Словеначког приморја, ваздухопловни и морнарички одред. Цела Југословенска војска ван отаџбине бројала је 980 људи.

### Проблеми и крај ЈВвО
У новембру 1943. пилот капетан Александар Марковић јавно је иступио против краља и Владе Краљевине Југославије у егзилу. Он је у писму упућеном британском команданту за Средоземље, америчком војном аташеу у Каиру, совјетској амбасади у Каиру и југословенској влади, тражио да се објасни јавности ситуација у Краљевини Југославији. Краљевска влада је предузела све мере да се заустави процес распадања. Капетани Александар Марковић и Ратко Јовановић лишени су чина. Министарство војске, ваздухопловства и морнарице владе у егзилу, јасно је ставило до знања свима онима који се одрекну послушности старешинама да ће бити проглашени за војне бегунце и да ће им се судити за дезертерство.
Масовно отказивање послушности старешинама и јављање за Прекоморске бригаде НОВЈ биле су свакодневне појаве после 1. јануара 1944. године. Непослушни су разоружавани. Тако се 15. априла 1944. године окупило око 1158 официра, подофицира и бораца, спремних да пређу на страну НОВ и ПОЈ. Приличан број краљевских ваздухопловаца није се одмах изјаснио за НОБ. Неки су чекали да се ситуација рашчисти, па су се појединци и мање групе изјашњавали до краја 1944, а неки чак и у 1945. години. Један број официра и војника није хтео да пређе у НОВ и ПОЈ. Они су остали у иностранству, а неки од њих после рата су активно радили против Демократске Федеративне Југославије.